# Prava heljda
Prava heljda (lat. Fagopyrum esculentum), svrstava se u žitarice jer ima rižino zrno i način korištenja, a po morfološkim i fiziološkim svojstvima se bitno razlikuje od drugih žitarica. Medonosna je kultura. Koristi se za ljudsku hranu (kaše, krupica, brašno), ali se njome može hraniti i stoka, no ne u velikim količinama zato što sadrži alkaloid fagopirin (fagopyrin), koji može izazvati fagopirizam.
Medonosna je biljka - med od heljde izvrstan je kod čira na želucu.

## Sastav
Bjelančevine heljde su kvalitetnije od drugih žitarica; sadrži vitamine B1 i B2; Oljušteno zrno sadrži oko 80 % škroba, 10 – 15 % bjelančevina, 1 – 2 % sirovih vlakana, 2 – 3 % masti i 1 – 2% mineralnih tvari; željezo, fosfor i jod. Iz heljdinih listova i cvjetova dobiva se glikozid rutin.

## Opis
Stabljika visine od 30 - 150 cm, šuplja je i razgranata, kad sazri crvena, listovi su srcoliki. Plod je oraščić.

## Sinonimi
- Fagopyrum cereale Raf.
- Fagopyrum dryandrii Fenzl
- Fagopyrum emarginatum Moench
- Fagopyrum emarginatum (Roth) Meisn.
- Fagopyrum emarginatum var. kunawarense Meisn.
- Fagopyrum esculentum subsp. ancestralis Ohnishi
- Fagopyrum fagopyrum (L.) H.Karst.
- Fagopyrum polygonum Macloskie
- Fagopyrum sagittatum Gilib.
- Fagopyrum sarracenicum Dumort.
- Fagopyrum vulgare T.Nees
- Fagopyrum vulgare Hill ex Druce
- Helxine fagopyrum Kuntze
- Kunokale carneum Raf.
- Phegopyrum esculentum Peterm.
- Polygonum cereale Salisb.
- Polygonum dioicum Buch.-Ham. ex Meisn.
- Polygonum emarginatum Roth
- Polygonum fagopyrum L.
- Polygonum gracile Meisn.
- Polygonum macropterum Meisn.
- Polygonum pyramidatum Loisel.